# Valentina Greggio
Valentina Greggio (Verbania, 19 marzo 1991) è una sciatrice di velocità italiana.
È l'atleta più vincente nella storia della disciplina, poiché detiene il record di vittorie in Coppa del Mondo (sia a livello di tappe, sia di trofei) e ai Campionati mondiali.
È inoltre la prima e unica donna ad aver registrato, in gara, una velocità maggiore di quella degli uomini.

## Biografia
Nata e residente a Verbania, è stata a lungo tesserata per il Centro Agonistico Domobianca; successivamente ha gareggiato per il Club de Ski Valtournenche.
Fra il 2007 e il 2011 ha gareggiato nei circuiti FIS di sci alpino, senza conseguire risultati di particolare rilievo. Passata allo sci di velocità, ha esordito nei circuiti di gara internazionali il 15 gennaio 2012, piazzandosi seconda in una gara FIS di categoria Speed Downhill (abbreviato SDH, ove si gareggia non con il materiale specifico per lo sci di velocità, bensì in tenuta da sci alpino) tenutasi a Lackenhof am Ötscher, in Austria. Poco più di un mese dopo, il 26 febbraio, ha esordito in Coppa del Mondo categoria SDH, chiudendo al sesto posto la tappa di Pas de la Casa-Grandvalira (Andorra); il 18 marzo ha poi bissato il medesimo risultato a Vars (Francia).
Nella stagione successiva, il 26 gennaio 2013 si è laureata campionessa del mondo per la categoria SDH in quel di Vars, per poi aggiudicarsi la Coppa del Mondo di categoria, grazie a quattro vittorie (a Idrefjall, Pas de la Casa-Grandvalira e Verbier) e due quarti posti (a Sun Peaks). Il 3 aprile seguente ha fissato il record mondiale femminile di velocità per la categoria SDH, raggiungendo i 202,576 km/h sulla pista di Vars
Il 25 gennaio 2014 ha debuttato nella categoria S1 (Speed One) della Coppa del Mondo (iniziando ad adottare materiali specifici per lo sci di velocità), andando subito a vincere la tappa di Vars; nel prosieguo della stagione ha vinto altre due tappe di Coppa a Pas de la Casa-Grandvalira (ove si è anche aggiudicata una gara FIS) e ha ottenuto poi due terzi, un quarto e un quinto posto; ha così concluso la classifica di Coppa al secondo posto assoluto, con 515 punti.
Il 2 marzo 2015 ha vinto il titolo mondiale per la categoria S1 a Pas de la Casa-Grandvalira, andando poi ad aggiudicarsi la Coppa del Mondo, grazie a quattro vittorie e un terzo posto in altrettante tappe.
A marzo 2016, grazie a cinque vittorie consecutive in altrettante tappe di Coppa del Mondo, si aggiudica la sfera di cristallo per il secondo anno consecutivo. Il 26 marzo inoltre stabilisce il record mondiale femminile di velocità, raggiungendo i 247,083 km/h sulla pista di Vars e superando il primato di 242,590 km/h detenuto dal 2006 da Sanna Tidstrand.
Anche nelle stagioni 2017 e 2018 si aggiudica la sfera di cristallo: nel primo caso vincendo tutte le tappe di Coppa del Mondo (alle quali si aggiunge la conferma del titolo mondiale in quel di Idrefjäll), nel secondo invece primeggia 9 volte su 10, arrivando comunque a podio (terza) nella tappa finale di Pas de la Casa-Grandvalira.
Seguono tre stagioni di livello inferiore, nelle quali comunque si piazza seconda nella classifica di Coppa del Mondo. Nell'annata 2022 riprende a dominare il circuito, vincendo tutte le tappe disputate e quindi la sua quinta "sfera di cristallo", eguagliando il record di trofei detenuto da Tracie Sachs e Sanna Tidstrand; suo è anche il titolo mondiale, ottenuto sulla pista di Vars.
Nel 2023 si piazza nuovamente seconda in Coppa del Mondo, che poi vince per la sesta volta nel 2024, stagione nella quale ottiene anche il suo quinto titolo iridato, sempre a Vars.
Il 2 febbraio 2025, vincendo la tappa di Coppa del Mondo di Vars, stabilisce un nuovo primato assoluto, diventando la prima donna capace di segnare una velocità superiore a quella del vincitore della gara maschile, Simone Origone: Greggio ottiene infatti 202,140 km/h, contro i 202,120 km/h del connazionale. Nella stessa stagione vince i campionati e la coppa del mondo.

## Palmarès

### Mondiali
- 8 medaglie:
  - 6 ori (categoria SDH a Vars 2013; categoria S1 a Pas de la Casa 2015, a Idrefjäll 2017 e a Vars nel 2022, 2024 e 2025)
  - 1 argento (categoria S1 a Vars 2023)
  - 1 bronzo (categoria S1 a Vars 2019)

### Coppa del Mondo
- Vincitrice della Coppa del Mondo di sci di velocità categoria SDH nel 2013
- Vincitrice della Coppa del Mondo di sci di velocità categoria S1 nel 2015, nel 2016, nel 2017, nel 2018, nel 2022, nel 2024 e nel 2025
- 75 podi:
  - 55 vittorie (51 in S1, 4 in SDH)
  - 12 secondi posti
  - 8 terzi posti

| Data             | Luogo                      | Nazione   | Categoria |
| ---------------- | -------------------------- | --------- | --------- |
| 20 marzo 2025    | Vars                       | Francia   | S1        |
| 20 marzo 2025    | Vars                       | Francia   | S1        |
| 19 marzo 2025    | Vars                       | Francia   | S1        |
| 2 febbraio 2025  | Vars                       | Francia   | S1        |
| 31 gennaio 2025  | Vars                       | Francia   | S1        |
| 22 gennaio 2025  | Salla Ski Resort           | Finlandia | S1        |
| 21 gennaio 2025  | Salla Ski Resort           | Finlandia | S1        |
| 25 marzo 2024    | Vars                       | Francia   | S1        |
| 28 gennaio 2024  | Vars                       | Francia   | S1        |
| 27 gennaio 2024  | Vars                       | Francia   | S1        |
| 28 marzo 2023    | Vars                       | Francia   | S1        |
| 1 aprile 2022    | Grandvalira/Grau Roig      | Andorra   | S1        |
| 31 marzo 2022    | Grandvalira/Grau Roig      | Andorra   | S1        |
| 12 marzo 2022    | Idrefiäll                  | Svezia    | S1        |
| 11 marzo 2022    | Idrefiäll                  | Svezia    | S1        |
| 10 marzo 2022    | Idrefiäll                  | Svezia    | S1        |
| 12 febbraio 2022 | Salla Ski Resort           | Finlandia | S1        |
| 11 febbraio 2022 | Salla Ski Resort           | Finlandia | S1        |
| 12 marzo 2021    | Idrefiäll                  | Svezia    | S1        |
| 13 aprile 2019   | Grandvalira/ Grau Roig     | Andorra   | S1        |
| 8 marzo 2019     | Idre Fjäll                 | Svezia    | S1        |
| 6 aprile 2018    | Grandvalira / Grau Roig    | Andorra   | S1        |
| 17 marzo 2018    | Idre Fjäll                 | Svezia    | S1        |
| 16 marzo 2018    | Idre Fjäll                 | Svezia    | S1        |
| 7 marzo 2018     | Sun Peaks                  | Canada    | S1        |
| 6 marzo 2018     | Sun Peaks                  | Canada    | S1        |
| 5 marzo 2018     | Sun Peaks                  | Canada    | S1        |
| 11 febbraio 2018 | Salla                      | Finlandia | S1        |
| 10 febbraio 2018 | Salla                      | Finlandia | S1        |
| 4 febbraio 2018  | Vars                       | Francia   | S1        |
| 3 febbraio 2018  | Vars                       | Francia   | S1        |
| 9 aprile 2017    | Grandvalira/ Grau Roig     | Andorra   | S1        |
| 8 aprile 2017    | Grandvalira/ Grau Roig     | Andorra   | S1        |
| 7 aprile 2017    | Grandvalira/ Grau Roig     | Andorra   | S1        |
| 23 marzo 2017    | Idre                       | Svezia    | S1        |
| 7 marzo 2017     | Sun Peaks                  | Canada    | S1        |
| 6 marzo 2017     | Sun Peaks                  | Canada    | S1        |
| 10 aprile 2016   | Idre                       | Svezia    | S1        |
| 9 aprile 2016    | Idre                       | Svezia    | S1        |
| 23 marzo 2016    | Vars                       | Francia   | S1        |
| 13 marzo 2016    | Grandvalira                | Andorra   | S1        |
| 12 marzo 2016    | Grandvalira                | Andorra   | S1        |
| 5 marzo 2016     | Sun Peaks                  | Canada    | S1        |
| 4 marzo 2016     | Sun Peaks                  | Canada    | S1        |
| 22 marzo 2015    | Idre Fjaell                | Svezia    | S1        |
| 21 marzo 2015    | Idre Fjaell                | Svezia    | S1        |
| 12 marzo 2015    | Sun Peaks                  | Canada    | S1        |
| 3 marzo 2015     | Pas de la Casa/Grandvalira | Andorra   | S1        |
| 23 febbraio 2014 | Pas de la Casa/Grandvalira | Andorra   | S1        |
| 22 febbraio 2014 | Pas de la Casa/Grandvalira | Andorra   | S1        |
| 25 gennaio 2014  | Vars                       | Francia   | S1        |
| 17 aprile 2013   | Verbier                    | Svizzera  | SDH       |
| 7 aprile 2013    | Pas de la Casa-Grandvalira | Andorra   | SDH       |
| 17 marzo 2013    | Idrefjall                  | Svezia    | SDH       |
| 16 marzo 2013    | Idrefjall                  | Svezia    | SDH       |